# Питомий електричний заряд
Пито́мий електри́чний заря́д — електричний заряд на одиницю маси частинки. Використовується також обернена величина: відношення маси до заряду.
Питомий заряд {\displaystyle {\frac {q}{m}}}, де q — електричний заряд, а m — маса, є одним з параметрів, які визначають циклотронний радіус, тобто радіус гвинтової лінії, по якій частинка рухається в зовнішньому магнітному полі.
Питомий електричний заряд вимірюється за допомогою мас-спектрометрів.
Питомий заряд — це заряд що виникає за допомогою сили Лоренца

## Інтернет-ресурси
- BIPM SI brochure
- AIP style manual
- NIST on units and manuscript check list
- Physics Today's instructions on quantities and units